# Амфитекна
Амфитекна (лат. Amphitecna) — род деревянистых растений семейства Бигнониевые (Bignoniaceae).

## Распространение
Встречается в тропических областях Америки: от Мексики и Флориды (США) до Венесуэлы, Колумбии и Эквадора.

## Ботаническое описание
Вечнозелёные кустарники или деревья. Листья очередные, простые, цельные.
Цветки обоеполые, крупные, одиночные или собраны в малоцветковые соцветия. Чашечка неровнодольчатая. Лепестков 5, сросшихся в трубчатый или колокольчатый, зеленовато-белый венчик. Тычинок 4. Пестик 1. Семена гладкие.
Число хромосом 2n = 40.

## Виды
Род включает 20 видов:
- Amphitecna apiculata A.H.Gentry
- Amphitecna breedlovei A.H.Gentry
- Amphitecna costata A.H.Gentry
- Amphitecna donnell-smithii (Sprague) L.O.Williams
- Amphitecna gentryi W.C.Burger
- Amphitecna isthmica (A.H.Gentry) A.H.Gentry
- Amphitecna kennedyae (A.H.Gentry) A.H.Gentry
- Amphitecna latifolia (Mill.) A.H.Gentry — Амфитекна широколистная
- Amphitecna loreae Ortíz-Rodr. & Burelo
- Amphitecna lundellii A.H.Gentry
- Amphitecna macrophylla (Seem.) Miers ex Baill. typus[1]
- Amphitecna molinae L.O.Williams
- Amphitecna montana L.O.Williams
- Amphitecna parviflora A.H.Gentry
- Amphitecna regalis (Linden) A.H.Gentry
- Amphitecna sessilifolia (Donn.Sm.) L.O.Williams
- Amphitecna silvicola L.O.Williams
- Amphitecna spathicalyx (A.H.Gentry) A.H.Gentry
- Amphitecna steyermarkii (A.H.Gentry) A.H.Gentry
- Amphitecna tuxtlensis A.H.Gentry